# Energy Warrior
Energy Warrior, o solo Energy come appare nelle schermate introduttive, è un videogioco sparatutto a scorrimento fantascientifico pubblicato nel 1987 per Commodore 64, ZX Spectrum e Amstrad CPC dalla Mastertronic, direttamente in edizione economica.
Uscì anche nella linea MAD X (Mastertronic Added Dimension con un secondo gioco in omaggio) con l'aggiunta di Molecule Man come lato B.

## Modalità di gioco
Nel 2079 la natura terrestre è stata devastata dall'inquinamento e il giocatore, pilotando un velivolo, deve proteggere le poche riserve naturali rimaste dall'invasione di alieni. Ci sono tre regioni, rispettivamente di foresta, isole oceaniche e deserto roccioso, ciascuna suddivisa in 10 aree. L'ambiente di ogni area è preservato da un'aura di energia, che cala con la presenza degli alieni, e se si esaurisce, l'area è perduta. Se si perdono tre aree di una regione, oppure si easurisce l'energia del proprio velivolo, la partita termina.
Il velivolo del giocatore si sposta in ciascuna area, sopra il paesaggio della riserva, con visuale di profilo e scorrimento orizzontale libero nei due sensi (su Spectrum lo scorrimento è lento ma dotato di molti livelli di parallasse). Dispone di laser illimitato per sparare in orizzontale, e di una piccola scorta di blitz bomb che distruggono tutti i nemici presenti al momento sullo schermo.
Gli alieni sono orde di oggetti volanti, solitari o in formazione; alcuni hanno l'aspetto di astronavi, altri di bolle o creature. In particolare alcuni di essi sono draghi, con l'aspetto di serpentoni che si possono colpire solo in testa, e quando distrutti rilasciano dei bonus variabili. Il bonus può ricaricare l'energia del velivolo, le bombe, l'aura della riserva, oppure fornire la chiave per passare all'area successiva.